# Перистил
Перистил (на старогръцки: περίστυλον) в древногръцката  и римската архитектура  е непрекъсната веранда, образувана от ред колони, обграждащи периметъра на сграда или двор. Тетрастоон ( τετράστῳον или τετράστοον, четири аркади) е рядко използван архаичен термин за този архитектурен елемент. Перистилът в древногръцки храм е перистазис (на старогръцки: περίστασις). В християнската църковна архитектура, развила се от римската базилика, дворният перистил и градината към него са известни като клоатър.